# Società Sportiva Virtus Catania
La Società Sportiva Virtus Catania è stata una società calcistica di Catania, attiva dal 1944 al 1946.

## Storia
La Virtus Catania fu una delle quattro squadre di Catania che si iscrissero al Campionato siciliano 1944-1945, unica edizione del torneo di guerra regionale siciliano.
La stagione successiva, ripresi i campionati nazionali, la Virtus si iscrisse alla Serie C 1945-1946 assieme a un'altra compagine catanese, l'Unione Sportiva Catanese Elefante. La Virtus Catania, al pari dell'altra società cittadina, non rilevò però il titolo sportivo dell'Associazione Calcio Fascista Catania, la cui attività nella stagione 1942-1943 era stata interrotta forzatamente a causa dello sbarco alleato in Sicilia, poiché era necessario saldare preventivamente i debiti del vecchio sodalizio. Pertanto, in base al regolamento del torneo di Serie C 1945-1946 Lega Nazionale Centro-Sud, la Virtus Catania, non potendo vantare un titolo sportivo di categoria, venne considerata al pari di molte altre società quale società ospite e in conseguenza di ciò privata della possibilità di conseguire sul campo la promozione in Serie B. In ogni caso la Virtus condusse un campionato modesto, concludendo decima su undici partecipanti nel proprio girone calabro-siculo.
Terminato il campionato, essendovi l'esigenza di ricreare un'unica società per la città di Catania, la Virtus si fuse con la Catanese Elefante dando vita il 24 settembre 1946 al Club Calcio Catania. Nel nuovo club, iscritto alla Serie C 1946-1947 e che dal 1946 rappresenta Catania, il presidente della Virtus Angelo Vasta andò a ricoprire la carica di vicepresidente.